# Čarapko
Za višestruke suradničke račune na Wikipediji vidi Wikipedija:Čarapko
Čarapko (eng. sock puppet) je lutka koja se pravi od čarape koju lutkar oblači preko ruke, tako da prsti ruke tvore usta. Izgled čarapka može biti raznovrsno, i zavisi od mašte lutkara no obično ima velike oči, nos, a ponekad i jezik. U mnogim osnovnim školama djeca se uče kako praviti lutke od čarapa, a mnoge škole također uče kako ih koristiti. Mnoge dječje serije, reklame, filmovi i emisije za odrasle koriste čarapke.